# Carex austrosinensis
Espèce
Classification phylogénétique
 Carex austrosinensis est une espèce de plantes du genre Carex et de la famille des Cyperaceae.